# Crisis de Evergrande

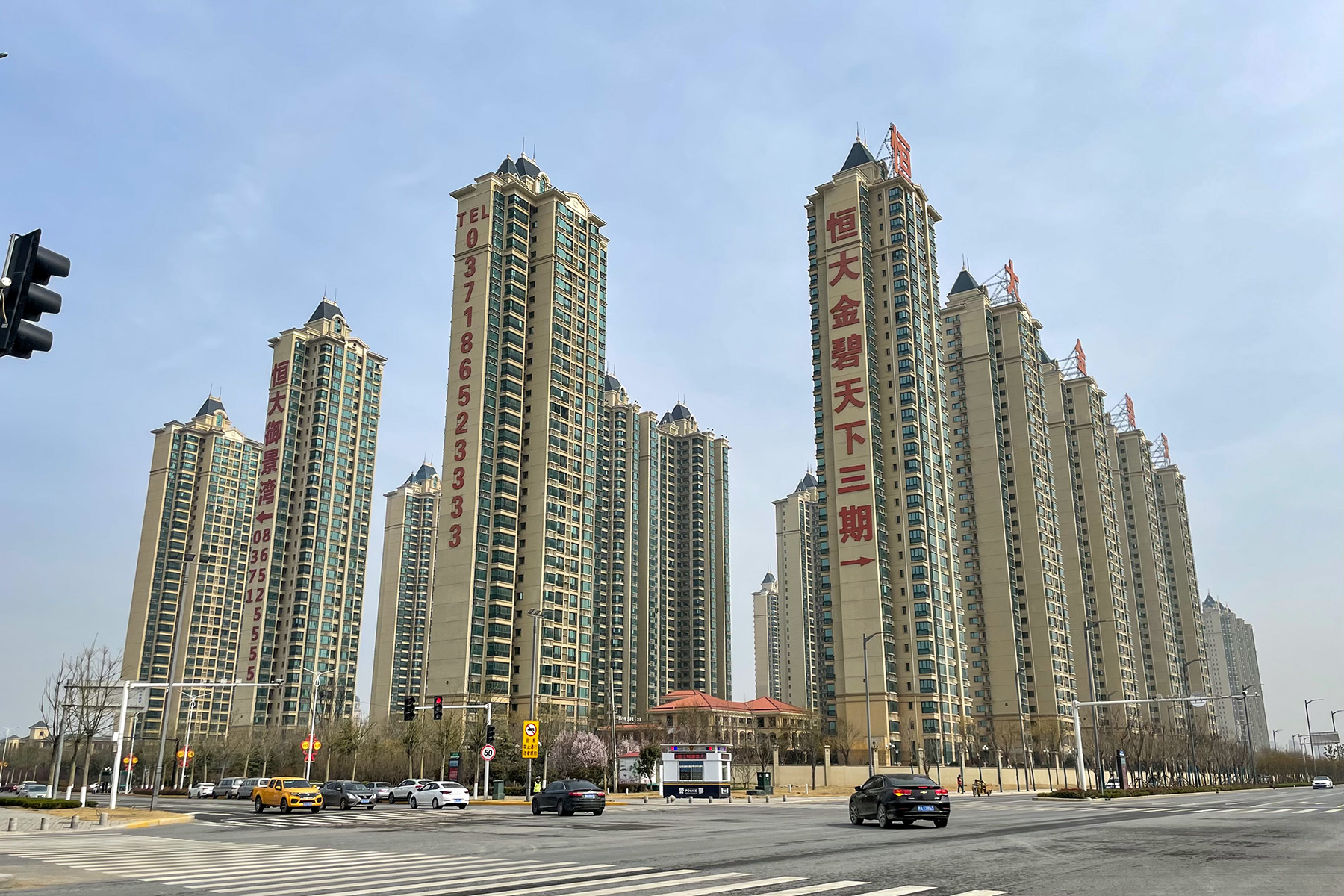
Edificios de vivienda desarrollados por Evergrande

La crisis de Evergrande fue una situación financiera del mayor promotor inmobiliario chino Evergrande Group, después de que se hiciera pública una carta de la compañía en la que informaba al gobierno de la provincia de Cantón que la empresa se encontraba en riesgo de crisis de liquidez (falta de dinero en efectivo), lo que ocasionó que el valor de las acciones de la compañía se desplomara, con impactos en los mercados globales y una desaceleración significativa de la inversión extranjera en China durante agosto, septiembre y octubre de 2021.
La empresa debe dinero a miles de pequeños inversores, así como a bancos, proveedores e inversores extranjeros. Al 21 de septiembre de 2021, el desarrollador inmobiliario tiene pasivos que superan los 2 000 000 de millones de RMB (dos millones de millones), el equivalente a 310 000 millones de dólares estadounidenses.
El 17 de agosto de 2023, Evergrande Group se declaró en quiebra en Nueva York. El 19 de marzo de 2024 se acusó a la compañía de haber inflado sus ingresos en más de 72.000 millones de euros, lo que le convertiría en un fraude de manipulación contable superior a los casos de Enron o a WorldCom.

## Trasfondo

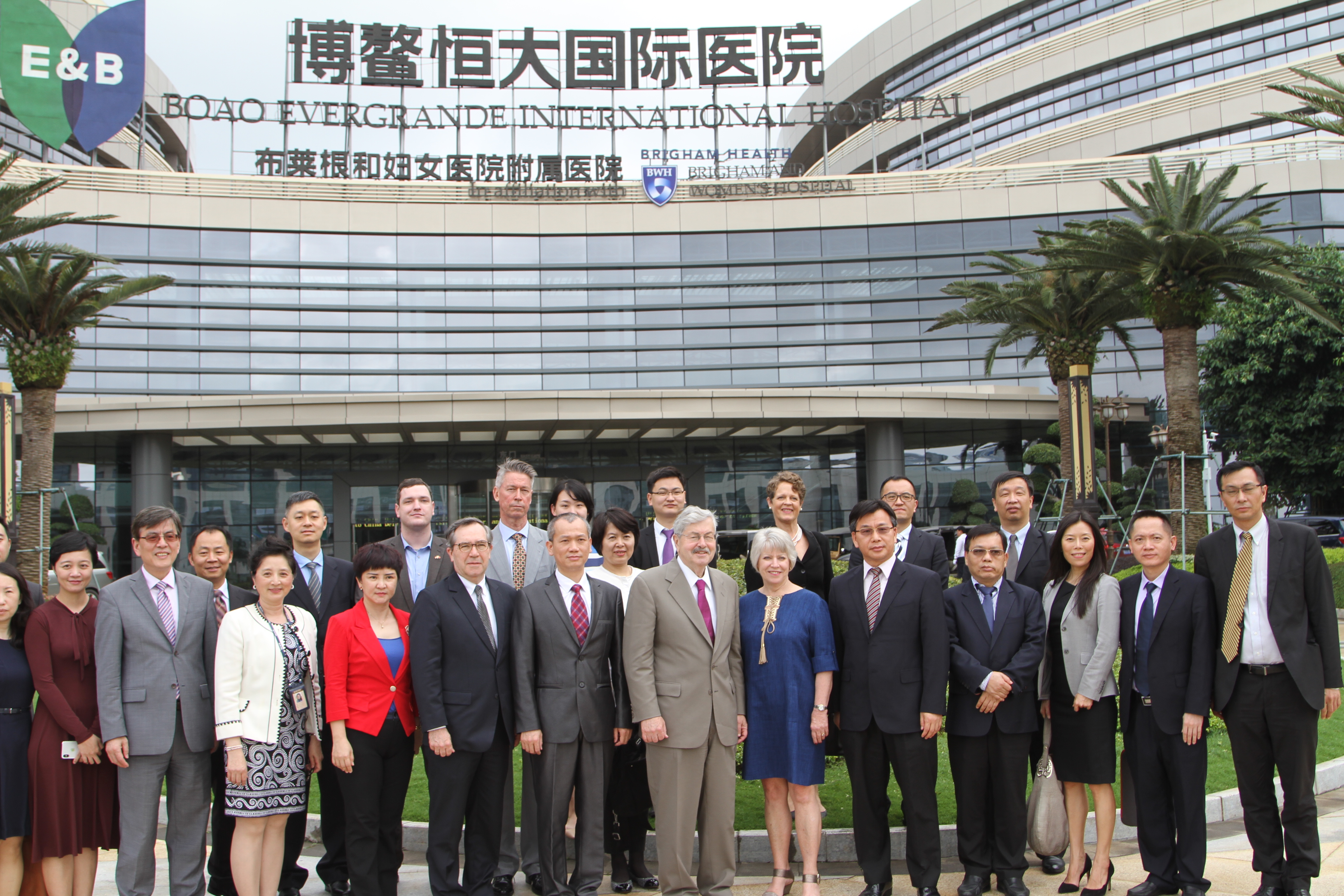
En 2018 el embajador estadounidense en China Terry Branstad visitó el hospital de Bo'ao, una empresa conjunta de Evergrande y el hospital universitario Brigham de Boston

### La diversificación de Evergrande

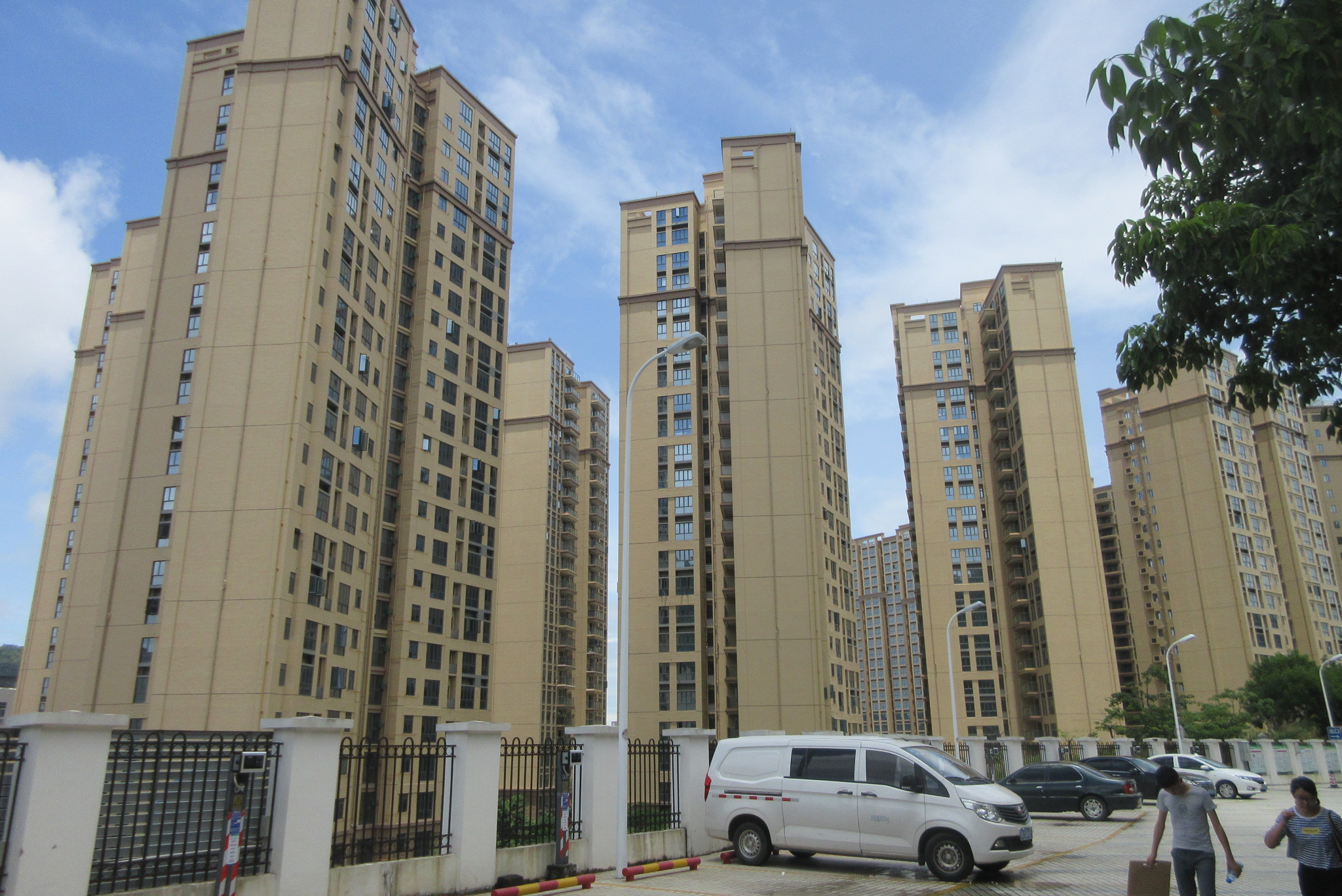
Desarrollo de viviendas en Shenzhen

Las reservas de tierra de Evergrande por sí solas son lo suficientemente grandes como para albergar a 10 millones de personas. Sin embargo, Evergrande buscó una expansión agresiva en otros campos en los últimos años, incluyendo empresas en vehículos eléctricos, parques temáticos, energía y muchos otros sectores. Estas inversiones apalancadas incluyeron el archipiélago de islas artificiales Ocean Flower Island, un proyecto de 100 000 millones de RMB (15 500 millones de dólares) para construir islas artificiales en el Mar de la China Meridional, planea gastar más de 45 000 millones de RMB (7000 millones de USD) entre 2019 y 2021 en el desarrollo de vehículos eléctricos, y es propietaria del Guangzhou FC, el club de fútbol más rico de toda China.

#### Manejos del patrimonio de la empresa
El 21 de septiembre de 2021, el Financial Times informó que «Evergrande utilizó el dinero de los pequeños inversores para cubrir sus agujeros de financiación». Gracias a este esquema de captación de dinero, la empresa recaudó miles de millones de dólares a través de «productos de gestión patrimonial» también conocidos por sus siglas en inglés WMP, utilizando ese dinero para compensar la falta de recursos de la empresa, y así devolverle su dinero a los inversores en esos «productos de gestión patrimonial». Los productos eran muy riesgosos, y un ejecutivo anónimo sugirió que eran «demasiado riesgosos para los pequeños inversores y que no se les debería haber ofrecido» (a los pequeños inversores). Sin embargo, los WMP se comercializaron ampliamente, y los gerentes de Evergrande presionaron a sus subordinados para que los trabajadores de la empresa compraran productos que eran publicitados con rendimientos anuales superiores al 10%. Finalmente, los pasivos restantes en WMP ascienden, al menos, en 40 000 millones de RMB.
Conocido como un tipo de financiación de la cadena de suministro, los inversores invertirían dinero en empresas fantasma que creían falsamente que existían para complementar su capital de trabajo. A medida que cayeron las ventas de los productos, el modelo comercial de los productos se volvió insostenible. Se cita a un ejecutivo de Evergrande diciendo: «Mucha gente (...) podría ser arrestada por fraude financiero si no se les paga a los inversores. Nuestros productos no eran para todos. Pero nuestros vendedores de base no consideraron esto al hacer sus argumentos de venta y se enfocaron en todos para cumplir con sus propios objetivos de ventas». Otras empresas chinas también se han deshecho rápidamente de los «productos de gestión patrimonial», como Baoneng, Country Garden, Sunac y Kaisa.

### Las «tres líneas rojas» y las regulaciones chinas

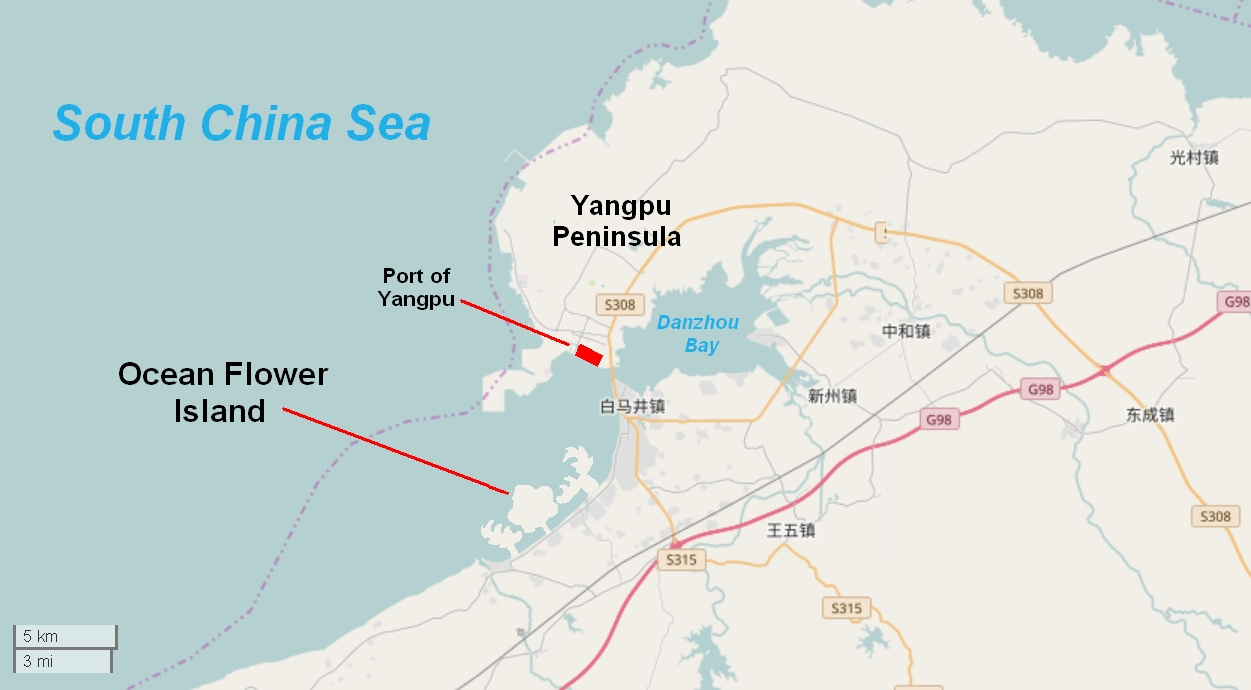
Ubicación del proyecto Ocean Flower

En un esfuerzo por frenar al sector altamente endeudado, el gobierno chino promulgó una regla de «tres líneas rojas» para regular el apalancamiento asumido por los promotores inmobiliarios, limitando su endeudamiento en función de su desempeño en deuda a efectivo, deuda a métricas de capital y deuda-activos. Algunos analistas piensan que Evergrande sería «demasiado grande para quebrar» y que un colapso al estilo de Lehman Brothers podría tener consecuencias masivas catastróficas sobre la economía china y también mundial.
Las nuevas regulaciones afectaron en gran medida al promotor inmobiliario, que históricamente se había valorizado mucho. Entonces, si bien el precio de las acciones de la compañía había superado la tasa de crecimiento del índice Hang Seng del treinta por ciento entre su oferta pública inicial de 2009 y el año 2017, multiplicándose por ocho (más de un 800%), también se había convertido en el grupo inmobiliario más endeudado del mundo. El Financial Times citó al director de S&P Global Ratings diciendo que el desarrollador estaba «tan apalancado, que es probable que supere todos los supuestos umbrales». La compañía anunció en marzo de 2021 que estaba buscando reducir su carga de deuda en 150 000 millones de RMB (unos 23 300 millones de dólares). No obstante, Evergrande todavía intentaba seguir expandiéndose, lanzando 63 nuevos proyectos en el primer semestre de 2021.
Otras regulaciones del gobierno central y local, incluidos los límites a los préstamos hipotecarios, los topes de alquiler en las grandes ciudades y las cancelaciones de las subastas de tierras, precipitaron una desaceleración en el sector inmobiliario, ya que las autoridades intentan controlar el aumento de los precios de la vivienda.
Para el 8 de octubre de 2021, 14 de los 30 más grandes desarrolladores inmobiliarios de China habían violado las regulaciones, al menos en una ocasión. Guangzhou R&F aparecía con 3; Evergrande y Greenland Holdings registraban 2; en tanto Aoyuan, CIFI Holdings, Country Garden, Greentown, Jiangsu Zhongnan, Risesun, Seazen Holdings, Shinsun Holdings, Sunac, Sunshine City Group y Zhenro Group solo 1. En total, estos desarrolladores tuvieron ventas en 2020 por un total de más de 4340 millones de RMB (672 000 millones de dólares).

## Crisis

### La carta
En la última semana de agosto de 2021 circuló una carta en línea, en la cual Evergrande informó al gobierno de la provincia de Guangdong que estaban a punto de quedarse sin efectivo. La compañía alega que la carta ha sido fabricada y es «pura difamación», por lo que, tras su circulación la empresa debió hacer una serie de anuncios públicos para reducir los temores de los inversionistas y el público.

### Calificación crediticia
El 22 de junio de 2021, la calificadora de riesgo Fitch rebajó la calificación de Evergrande de B+ a B, y el 28 de julio la rebajó aún más a CCC+. Según la empresa, la rebaja inicial reflejó «la presión constante para que Evergrande reduzca el tamaño de sus negocios y su deuda total», y esta última acción se debe a «el margen cada vez menor de seguridad que tiene Evergrande para lograr preservar su liquidez».
El 3 de agosto de 2021, Moody's rebajó la calificación de Evergrande de B2 a CAA1. El 5 de agosto, Standard & Poor's rebajó la calificación de Evergrande y sus subsidiarias de B− a CCC, cayendo dos pasos en la escala, calificándola como de solvencia crediticia extremadamente especulativa. El 7 de septiembre Fitch rebajó la calificación de Evergrande de CCC+ a CC.

### Pago de la deuda
En un comunicado, el 31 de agosto de 2021 Evergrande advirtió que incumpliría con sus deudas si no recaudaba suficiente dinero en efectivo para cubrirlas. En ese momento, Evergrande era el desarrollador inmobiliario más endeudado de China, y tuvo que realizar varios pagos de bonos importantes en el futuro previsible. El 24 de septiembre, Evergrande no cumplió con los pagos de bonos extraterritoriales por un total de 83,5 millones de dólares. Si bien la empresa tiene 30 días para evitar incumplir con la deuda, los analistas creen que es poco probable que lo haga. El 12 de octubre, Evergrande no cumplió con los pagos de tres bonos extraterritoriales que totalizando un capital en mora de 148 millones de dólares. Para esta fecha, el desarrollador había perdido ya cinco pagos de bonos durante la crisis.
El 14 de octubre de 2021, el profesor Pedro Nueno experto en China del IESE de la Universidad de Navarra afirmó, que en el caso de Evergrande: «Vieron que iban creciendo, que podían ser los primeros de su sector, que el negocio inmobiliario aguantaba… Y llegó el frenazo del Covid, que no se esperaban. Fueron endeudándose y creciendo, probablemente con una gestión no muy buena. Se habían autoengañado». El experto previó que el gobierno chino evitará un colapso, renegociando la deuda de la empresa.

### Venta de activos de Evergrande
Para obtener capital, el grupo ha comenzado a vender algunos de sus activos. El 29 de septiembre de 2021, la compañía vendió una participación del 20% en el Shengjing Bank, reteniendo solo el 15%, recaudando en esta operación 10 000 millones de RMB (1500 millones de dólares). El 4 de octubre de 2021, Cailian Press informó que su rival Hopson Development estaba listo para comprar una participación del 51% en la subsidiaria Evergrande Property Services por alrededor de 5000 millones dólares.

## Efecto contagio

### En los mercados occidentales
Las empresas estadounidenses y europeas tenían una exposición significativa a Evergrande a través de su tenencia de bonos corporativos. Ashmore Group, un especialista en mercados emergentes, poseía más de 400 millones de dólares invertidos a fines de junio, mientras que la Unión de Bancos Suizos poseía más de 300 millones de dólares. Otras empresas como BlackRock tenían mucho menos, el administrador de activos más grande del mundo tenía poco más de 18 millones de dólares y HSBC tenía una exposición máxima de 31 millones.

### En China
El 28 de septiembre de 2021, Sunac recompró 34 millones de dólares de sus bonos y negó haberle solicitado ayuda al gobierno chino. Una carta, que el desarrollador afirmó que era simplemente un borrador, apareció en línea denunciando que las regulaciones recientes en la ciudad de Shaoxing destinadas a controlar los precios de las propiedades habían dejado a un proyecto local insolvente e incapaz de cubrir sus gastos de construcción.
El 5 de octubre de 2021, el desarrollador Fantasia Holdings no cumplió con el pago de un bono de 206 millones de dólares que había vencido el día anterior, lo que provocó un incumplimiento. Apenas unas semanas antes, el desarrollador había asegurado a los inversores que «no tenía problemas de liquidez».
El 11 de octubre de 2021, el desarrollador Sinic Holdings Group Co.advirtió que era poco probable que pudiera pagar un bono de 250 millones de dólares con vencimiento el 18 de octubre de 2021. La firma tiene en circulación bonos en dólares por valor de 694 millones de dólares estadounidenses.
En la semana del 11 de octubre, China Modern Land intentó extender el vencimiento de un bono de 250 millones de dólares el lunes y los precios de los bonos R&F de Sunac y Guangzhou cayeron abruptamente.

## Respuesta

### Gobierno chino
El 22 de septiembre de 2021, los gobiernos de Zhuhai y del distrito de Nanshan, Shenzhen, tomaron el control de los ingresos por ventas de las propiedades de Evergrande en una cuenta de custodia controlada por el estado, para proteger a los compradores de viviendas y continuar con la construcción de los desarrollos urbanísticos de la compañía. Varias provincias lo han estado haciendo desde agosto, ya que el desarrollador ha tenido que suspender cientos de estos proyectos.

### Tenedores de bonos
Los tenedores de bonos extraterritoriales contrataron a Kirkland & Ellis y Moelis & Company para asesorarlos antes de una posible reestructuración, según el Financial Times. En la segunda semana de octubre, informaron a los tenedores de bonos que esperaban que un incumplimiento de Evergrande fuera «inminente» y que la empresa no se había comprometido con ellos «de manera significativa».

### Otras compañías
PwC se negó a comentar sobre sus auditorías a Evergrande durante la crisis en curso, ya que está en curso su contrato de servicios profesionales para la empresa china. No obstante, PwC ha recibido críticas por haber aprobado los estados financieros del desarrollador.
El 7 de octubre, Chinese Estates Holdings anunció que pasaría al sector privado para evitar el contagio de un posible incumplimiento de Evergrande.